# Lijst van revoluties

Eugène Delacroix, La liberté guidant le peuple

Dit is een lijst van revoluties.

## Politiek-sociale revoluties
Afrika
- Egyptische Revolutie van 1919 (Egypte, 1919)
- Egyptische Revolutie van 1952 (Egypte, 1952)
- Egyptische Revolutie van 2011 (Egypte, 2011)
- Jasmijnrevolutie (Tunesië, 2011)

Azië
- Iraanse Revolutie (Iran, 1979)
- People Power Revolutie (Filipijnen, 1986)
- Rozenrevolutie (Georgië, 2003)
- Saur-Revolutie (Afghanistan, 1978)
- Tulpenrevolutie (Kirgizië, 2005)
- Xinhairevolutie (China, 1911)

Europa
- Anjerrevolutie (Portugal, 1974)
- Bataafse Revolutie (Nederland, 1795)
- Belgische Revolutie (België, 1830)
- Commune van Parijs (Frankrijk, 1871)
- Fluwelen Revolutie (Tsjecho-Slowakije, 1989)
- Franse Revolutie (Frankrijk, 1789)
- Glorious Revolution (Engeland, 1688)
- Julirevolutie (Frankrijk, 1830)
- Maartrevolutie (Duitse Bond, 1848)
- Novemberrevolutie (Duitse Keizerrijk, 1918)
- Oktoberrevolutie (Portugal, 1910)
- Oranjerevolutie (Oekraïne, 2004)
- Revolutiejaar 1848 (Europa, 1848)
- Revolutie van de Jonge Turken (Ottomaanse Rijk, 1908)
- Revolutie van de Waardigheid (Oekraïne, 2014)
- Roemeense Revolutie (Roemenië, 1989)
- Russische Revolutie (Rusland, 1917)
- Russische Revolutie (Rusland, 1905)

Noord-Amerika
- Cubaanse Revolutie (Cuba, 1959)
- Haïtiaanse Revolutie (Haïti, 1791)
- Mexicaanse Revolutie (Mexico, 1910)
- Revolutie van Ayutla (Mexico, 1855)
- Sandinistische Revolutie (Nicaragua, 1979)

Zuid-Amerika
- Surinaamsche Revolutie (Suriname, 1980)

## Maatschappelijke of economische revoluties
- Agrarische revolutie
- Culturele Revolutie (China)
- Demografische revolutie
- Digitale revolutie
- Groene revolutie
- Industriële revolutie
- Militaire revolutie
- Neolithische revolutie
- Seksuele revolutie
- Wetenschappelijke revolutie
- Smart Industry of ook wel Industry 4.0 of de vierde industriële revolutie genoemd

## Omwentelingen in voormalige Sovjetrepublieken
In een aantal landen van de voormalige Sovjet-Unie hebben in de 21e eeuw revoluties plaatsgevonden, waarbij na straatprotesten de regering het veld moest ruimen. De revoluties leidden tot een meer hervormingsgezinde regering.
- 2003 - Rozenrevolutie, Georgië
- 2004 - Oranjerevolutie, Oekraïne
- 2005 - Tulpenrevolutie Kirgizië
- 2014 - Revolutie van de Waardigheid, Oekraïne
- 2018 - Fluwelen Revolutie, Armenië